# Philip Armour
Philip Danforth Armour (16 mai 1832 à Stockbridge (État de New York) - 6 juin 1901 à Chicago, d'une pneumonie,) est un homme d'affaires américain.
Il fonde en 1867 à Chicago, Armour and Company qui devient l'une des plus grandes entreprises mondiales de l'agro-alimentaire.

## Biographie
Né à Stockbridge (New York), sa famille a des origines anglaises et écossaises. Il fit ses études à la Cazenovia Academy (en) avant de revenir travailler dans la ferme familiale. En 1852, il part en Californie où il cherche de l'or et utilise l'argent qu'il gagne pour ouvrir un marché de fruits et légumes à Milwaukee. Puis, en 1867, il crée l'Armour and Company, une entreprise d'emballage de viande et de transformations d'aliments à Placerville. Il produit ainsi les premières conserves de viande.
En 1883, il fonde l'Armour Refrigerator Line (en), des usines de conditionnement de la viande.